# Лемма Кальмана — Якубовича — Попова
Лемма Ка́льмана — По́пова — Якубо́вича — один из основополагающих результатов в области теории управления, связанный с устойчивостью нелинейных систем управления и линейно-квадратичной оптимизацией.
Лемма имеет репутацию одного из наиболее трудных для доказательства результатов в теории управления. Существуют доказательства с помощью методов алгебры, комплексного анализа, оптимального управления и выпуклого программирования.

## Названия
Лемма встречается в литературе под различными названиями: лемма Якубовича, лемма Кальмана — Якубовича, лемма Кальмана — Якубовича — Попова (в англоязычных публикациях часто заменяется на «KYP lemma»). Частные случаи этого утверждения известны как лемма о положительно-вещественных матрицах (англ. positive real lemma) и лемма об ограниченно-вещественных матрицах (англ. bounded real lemma). В. А. Якубович в своих работах называл этот результат «частотной теоремой».

## Формулировка
Пусть {\displaystyle \Gamma } — множество чисто мнимых чисел, {\displaystyle \sigma (A)} — спектр матрицы {\displaystyle A}, {\displaystyle E_{n}} — единичная матрица размера {\displaystyle n\times n}, {\displaystyle *} — эрмитово сопряжение. Пусть также пара матриц {\displaystyle A\in \mathbb {C} ^{n\times n}} и {\displaystyle B\in \mathbb {C} ^{n\times m}} управляема. Тогда для любой эрмитовой матрицы {\displaystyle G\in \mathbb {C} ^{(n+m)\times (n+m)}} равносильны следующие утверждения:
- Выполнено частотное условие Попова, то есть для всех {\displaystyle \lambda \in \Gamma \setminus \sigma (A)}

{\displaystyle \left({\begin{array}{c}(\lambda E_{n}-A)^{-1}B\\E_{m}\end{array}}\right)^{*}G\left({\begin{array}{c}(\lambda E_{n}-A)^{-1}B\\E_{m}\end{array}}\right)\geqslant 0;}
- Существует эрмитова матрица {\displaystyle H\in \mathbb {C} ^{n\times n}} такая, что

{\displaystyle \left({\begin{array}{cc}A^{*}H+HA&HB\\B^{*}H&0\end{array}}\right)-G\leqslant 0;}
- Существует решение уравнения Лурье, то есть существуют матрицы {\displaystyle H\in \mathbb {C} ^{n\times n}} и {\displaystyle h\in \mathbb {C} ^{(n+m)\times m}} такие, что

{\displaystyle \left({\begin{array}{cc}A^{*}H+HA&HB\\B^{*}H&0\end{array}}\right)-G=-h^{*}h.}
Если матрицы {\displaystyle A}, {\displaystyle B} и {\displaystyle G} вещественные, то и матрицы {\displaystyle H}, {\displaystyle h} могут быть выбраны вещественными. Для того чтобы выполнялись соответствующие равносильные условия со строгими неравенствами, достаточно потребовать, чтобы матрица {\displaystyle A} была гурвицевой.

## Вариации и обобщения
Используя дробно-линейное преобразование, можно показать, что лемма остаётся верной, если {\displaystyle \Gamma } является произвольной прямой или окружностью на комплексной плоскости.
Аналогом леммы для случая дискретной системы управления служит лемма Кальмана — Сегё.
Лемма тесно связана с такими вопросами теории управления, как разрешимость алгебраического уравнения Риккати и неущербность S-процедуры, используется в теории адаптивного управления и стохастических систем.
Связь леммы с задачами линейно-квадратичной оптимизации послужила основой для создания бесконечномерных вариантов леммы, которые впоследствии стали находить применение при исследовании систем управления, описываемых различными уравнениями в частных производных.
Обобщение леммы на случай упорядоченных полей основывается на решении 17-й проблемы Гильберта.

## История
Лемма была впервые сформулирована и доказана В. А. Якубовичем в 1962 году для случая строгого частотного неравенства. Случай нестрогого частотного неравенства и его связь с разрешимостью уравнений Лурье были рассмотрены в 1963 году Р. Кальманом. В обеих статьях рассматривались системы со скалярным входом. Ограничение на размерность управления было снято в 1964 году Ф. Р. Гантмахером и В. А. Якубовичем и, независимо, В.-М. Поповым.